# Boana pulchella
Boana pulchella (ranita del zarzal) es una especie de anfibios de la familia Hylidae, que se distribuye en Uruguay, centro y noreste de Argentina, sur de Brasil y sureste de Paraguay.

## Distribución natural
Esta especie se la puede encontrar desde Brasil (Santa Catarina, Rio Grande do Sul) y Uruguay,  hasta Argentina (Misiones, Corrientes, Entre Ríos, Buenos Aires, Santa Fe, Córdoba, Chaco, La Pampa, noreste de Río Negro) y sureste de Brasil.

## Hábitat
Sus hábitats naturales incluyen praderas a baja altitud, praderas parcialmente inundadas, lagos intermitentes de agua dulce, marismas intermitentes de agua dulce y pastos. Su supervivencia no está en peligro según la IUCN.
Es abundante en el medio, en especial en los humedales de la cuenca del río Reconquista, su visualización es dificultosa debido a su pequeño tamaño (que en los machos que son levemente más pequeños que las hembras, midiendo entre 35 mm y 45 mm, mientras que las hembras pueden superar los 50 mm y su poder de mimetización ya que, lo hacen lentamente, es capaz de cambiar su coloración, que puede ir desde el verde claro brillante, al canela uniforme o con manchas marrones.
Dorso desde verde esmeralda hasta castaño y blanco; saco vocal único y amarillo; superficies internas de las extremidades de color violeta claro o rojizo con manchas oscuras.

## Reproducción
Su coloración empieza a cambiar durante el inicio de la temporada de apareamiento (septiembre, octubre y noviembre en sus primeros días)
Puede que en otoño e invierno se encuentren machos de color marrón y hembras medio marrón grisáceo.
Los machos cambian su color de marrón castaño a un amarillo brillante conservando partes castañas, las hembras cambian de Marrón grisáceo a un verde manzana conservando manchas negras a sus costados.
Se cree que estos cambios de color refieren a la salud y edad del anuro, también hay posibilidad de que sean para impresionar a la pareja o atraer hembras.
En su etapa de reproducción su llamado es muy sonoro, metálico y musical, producido por la rápida vibración de las cuerdas vocales que se amplifican por el saco vocal.

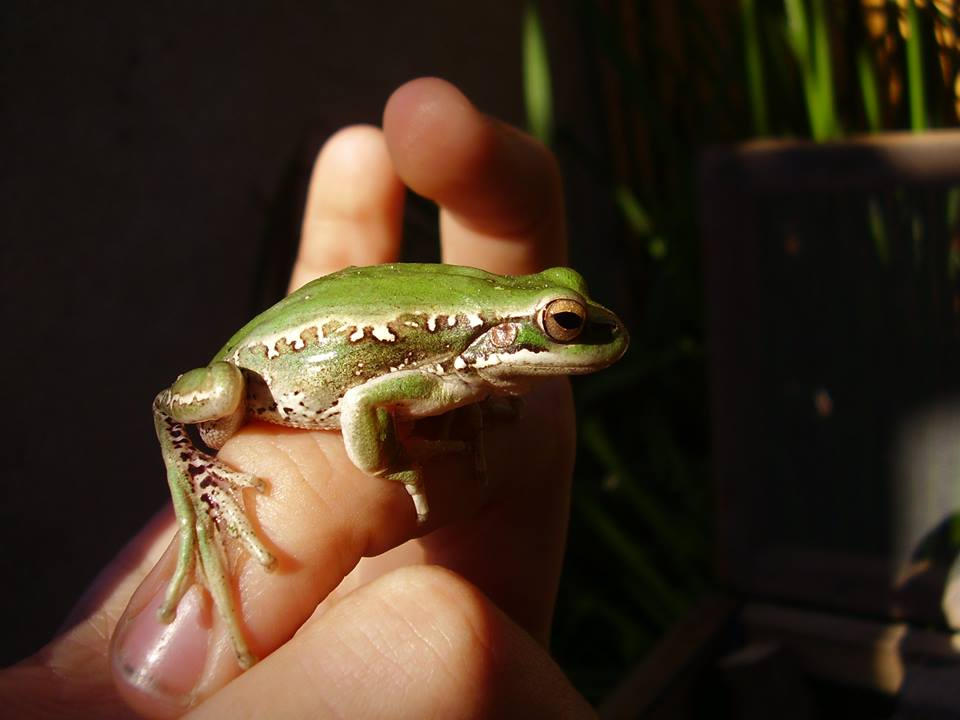
Hypsiboas pulchellus hembra.

En esta rana como en la mayoría de las especies de la clase, la fecundación es externa, y el apareamiento se realiza por amplexo y los espermatozoides alcanzan a los óvulos, puestos en el agua, a medida que la hembra los emite. Su reproducción comienza a principios de la primavera en cuerpos de agua lenticos y abiertos; deposita entre 600-900 huevos castaños y pequeños.

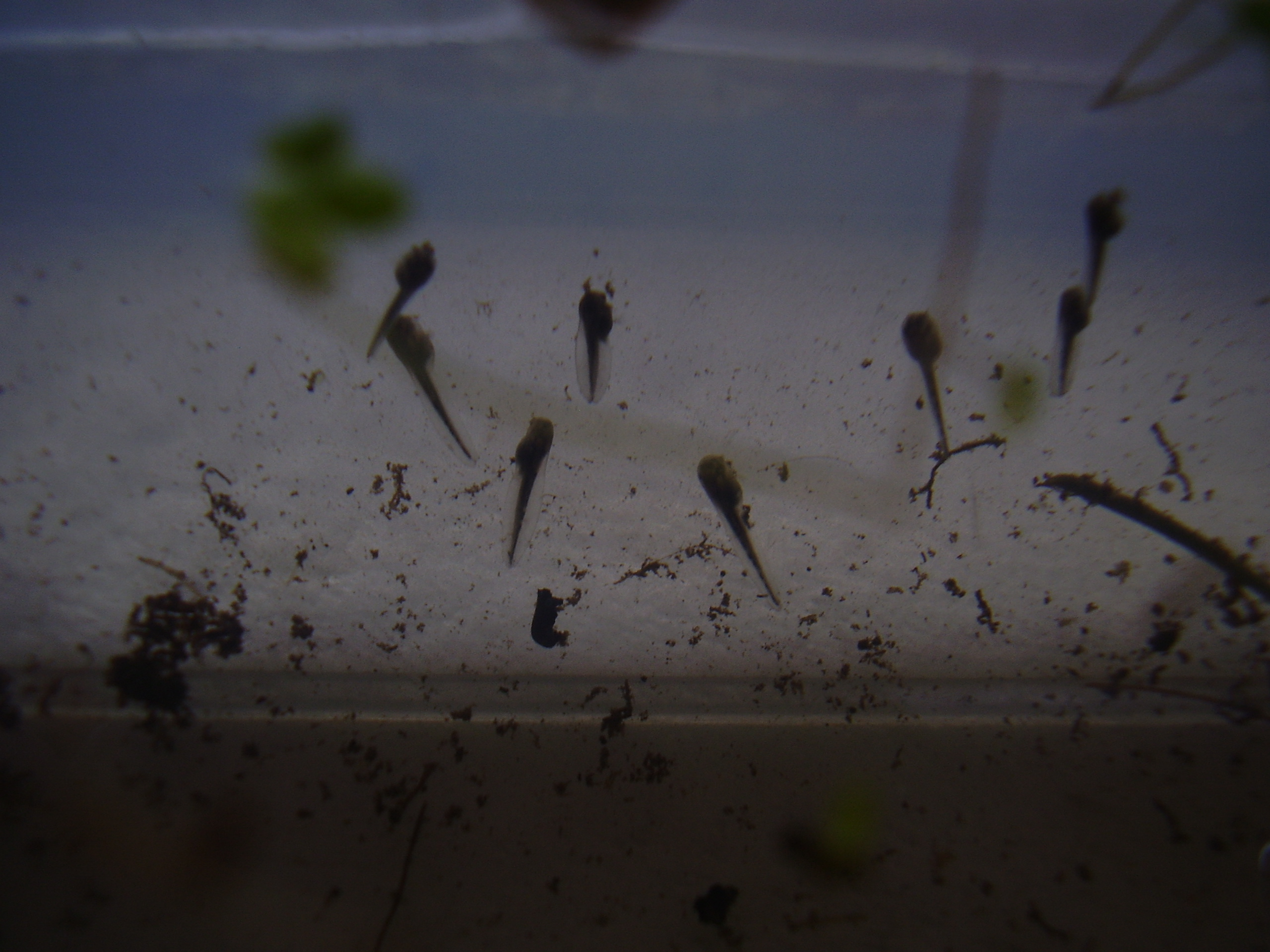
Renacuajos de hypsiboas pulchellus criados en cautiverio en Buenos Aires, Argentina.

Los huevos que integra la puesta se expulsan en masas protegidos por envueltas gelatinosas.

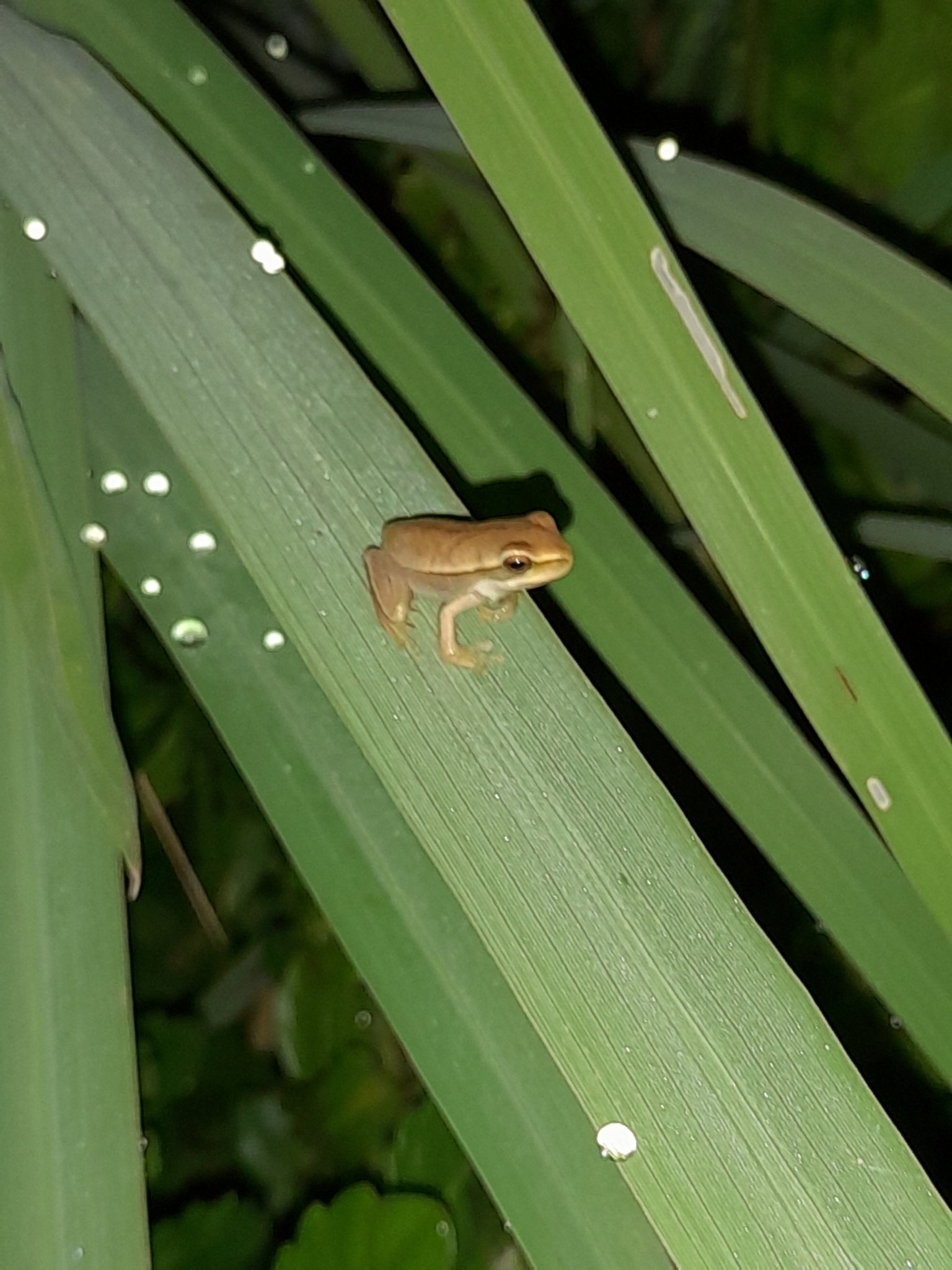
Ejemplar de ranita del zarzal (Boana pulchella) registrado durante la actividad de ciencia ciudadana del ROA (Red de Observadores de Anfibios) en la Reserva Natural Lagunas de San Vicente. Provincia de Buenos Aires, Argentina.

En el agua, los embriones se desarrollan dentro de los huevos, durante unas 2 semanas aproximadamente.
Finalmente, de cada huevo fertilizado sale una larva llamada renacuajo.
Durante su fase de renacuajo, que es comparativamente más larga que la de otra especies, consume algas y animales microscópicos, pero en el estado adulto es muy voraz y come todo invertebrado que este en movimiento, en especial  insectos y arácnidos. Tiene a su vez muchos depredadores como peces, aves, culebras, escuerzos, lagartos, etc.

## Vida en cautiverio
Para tener a estas ranas en cautiverio es necesario construir un terrario, se necesitan muchas plantas altas y poca tierra con una parte de agua, ya que esta especie es arborícola y no es común encontrarlas en el suelo.
para una buena reproducción en cautiverio se necesita tener lluvia artificial y se recomienda tres machos por cada hembra, ya que los machos se pelean por la hembra y dicha pelea la estimula y favorece la generación de huevos en su interior.